# Gundoland
Gundoland (gestorben 639) war Hausmeier im merowingischen Teilreich Neustrien von 613 bis 629/39.
Er wird im März 616 zusammen mit den beiden Großen Chucus und Warnachar im Testament des Bischofs Bertram von Le Mans erwähnt. Er wird dort (wie auch Chucus) als  vir illuster bezeichnet; dieser Titel bezeichnete in der Spätantike vornehme römischen Beamte (siehe Vir illustris) und diente auch in der Merowingerzeit als Bezeichnung für hochrangige Personen.
Gundoland diente unter Chlothar II. als maior domus in Neustrien. Zusammen mit den Hausmeiern in den beiden anderen merowingischen Teilreichen Austrasien (Chucus) und Burgund (Warnachar) nahm er 617/18 Bestechungsgelder der Langobarden an. Im Gegenzug erwirkten sie bei Chlothar eine Aufhebung der langobardischen Tributzahlungen an die Franken.
Nach dem Tod Chlothars wurde dessen Sohn Dagobert I. im Jahr 629 König des fränkischen Gesamtreichs. Dagobert übernahm auch Gundoland, stellte ihn aber politisch kalt. Stattdessen spielte nun Aegas eine größere Rolle im königlichen Rat; dieser übernahm nach Gundolands Tod auch das Amt des Hausmeiers.